# Збруч
Збруч — річка на заході України, ліва притока Дністра. Протікає Подільською височиною, на межі Тернопільської та Хмельницької областей.
Бере початок з джерел поблизу села Щаснівка Тернопільського району на Авратинській височині. Тече Подільською височиною з півночі на південь.

## Загальна характеристика
Довжина 247 км, площа басейну 3350 км². Середня глибина 1,5—2 м. Ширина річки 8—11 м, глибина на плесах 2,5—4 м. Русло має численні меандри, трапляються порожисті ділянки, багато островів і стариць. Похил річки 0,8 м/км, площа поперечного перерізу 22 м², швидкість течії 0,57 м/с, витрата води 15,54 м³/сек.

## Геоморфологія
У верхів'ї долина маловиразна, схили її пологі, розорані. У середній течії долина V-подібна (каньйоноподібна), завширшки 0,5—1,6 км, схили круті, розчленовані ярами і балками. Заплава до 80—100 м, іноді відсутня, у верхів'ї ширина до 1—1,2 км, заболочена; нижче звужується до 80—120 м і менше.

## Основні притоки
Безіменна, Самчик, Самець, Гнила, Вільховий Потік (праві); Грабарка, Бовванець, Тарнорудка,  Шукайвода,  Ушука,  Шандрова, Потік Кізя (ліві).

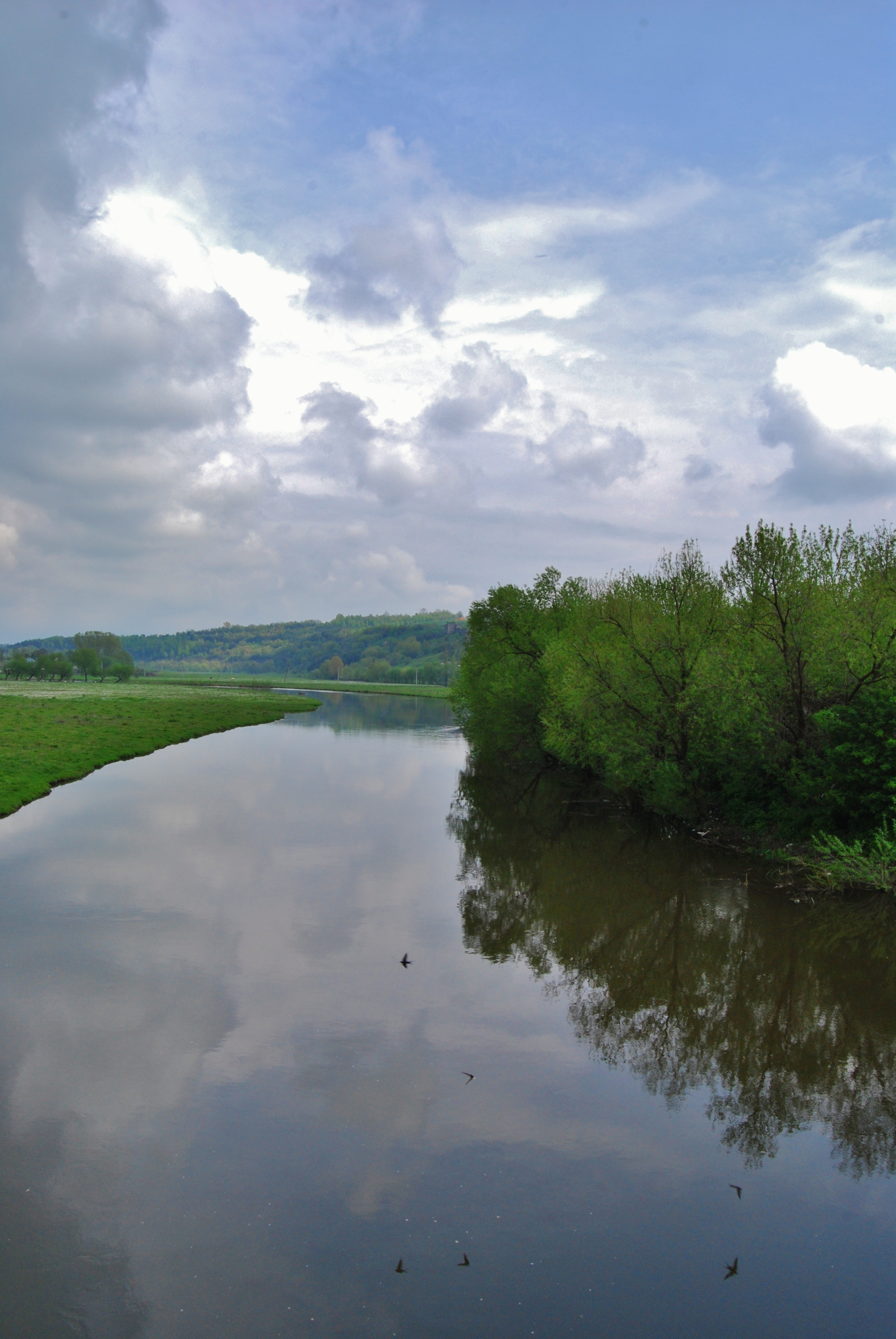
Збруч між Калагарівкою (Тернопільщина) та Сатановом (Хмельниччина)

## Живлення
Живлення мішане, з переважанням снігового. Характерні літні дощові паводки. Виникають льодові утворення (забереги, шуга) у грудні. Льодостав (крім порожистих ділянок) встановлюється на початку січня, скресає у середині березня.

## Походження назви
Дослідники вважають, що назва гідроніма виникла від діалектного слова «збруч», яке означає болото. Місцеве населення називає болота, з яких витікає річка Збруч, «збручами».
Інша версія твердить, що назва річки Збруч бере початок зі давньослов'янських часів. Але тоді наша річка називалася «Боруч». Коли в людей запитували, куди вони йдуть, чулося у відповідь: «За Боруч». Пізніше дві літери зникли й утворилася назва річки — Збруч.
Також, за однією із версій, на території Східної Галичини в районі Медоборів жило плем'я, яке згадується у літописах під назвою «борани». Від нього пішли назви річки Збруч та міст Збараж, Зборів, можливо і Борщів.
У Білорусі одна з правих приток Дніпра має назву Бруч. Мовознавці доводять, що в основі цих двох назв лежить білоруське слово «брующий, бруючий», що означає «той, що тече, струменіє».

## Рекреація
Вздовж берегів — зони відпочинку. На берегах Збруча — Медоборський заповідник і Моночинський заказник, а також смт Підволочиськ, Гусятин і Скала-Подільська.

## Історичні події

### Стародавні часи
Сама річка у минулому, незважаючи на легенди, не могла бути широкою, повноводною і судноплавною майже на всій її довжині. Так, у 1933—1934 рр. під час будівництва на Збручі першої Сатанівської гідроелектростанції було знайдено монети часів римського імператора Гордіана ІІІ, карбовані у Фракії. Саме недалеко від Сатанова знаходяться Траянові вали — прикордонні укріплення Римської Імперії І століття нашої ери. Одночасно з дна річки було витягнуто важкі дубові колоди-палі, які чомусь зарахували як залишки пристані для суден, які протягом віків пробули у воді, що нібито підтверджували легенди, які розповідають старі сатанівчани, що поблизу гори Лазарецької колись була велика річкова пристань, а річка Збруч була судноплавною.

### Період Київської Русі
У Х сторіччі київський князь Володимир приєднав державу білих хорватів до складу Русі, зробивши цей край власною вотчиною. Галичина разом з Надзбручанським Поділлям увійшла до економічної та політичної орбіти Русі.
В ІХ—ХІ сторіччях територія теперішнього Поділля та частини Галичини була заселена східнослов'янськими племенами — тиверцями та угличами, що входили до складу Київської Русі і мали з її центром всебічні господарські, політичні та культурні зв'язки. І Дністер, разом із своєю лівою притокою Збручем стає великою водною артерією Русі, другою після Дніпра, яким проходив знаменитий шлях «із варяг у греки». В ті далекі часи в своїм верхів'ї річка Збруч зближувалася з річками Дніпровського басейну — річками Горинь і Случ. Човни і галери волоком перетягували з однієї річки в іншу з'єднуючи в єдину торгову систему дві великі слов'янські річки — Дніпро і Дністер.

### Пізнє середньовіччя
Декілька разів річкою Збруч проходив кордон між різними державами та територіями. Наприклад, згідно з Кревською унією (1385 р.) річкою Збруч проходила лінія, яка розділяла зони володінь Польщі і Литви (Галичина і Поділля). Галичиною заволоділа польська шляхта, а Поділлям володіли литовські князі. Пізніше польські магнати здобули перемогу і повністю заволоділи Поділлям. В 1434 році створено Подільське воєводство з центром у Кам'янці-Подільському.

### Збруч— кордон двох імперій
У ті далекі часи вздовж річки Збруч проходила одна з ліній оборони від турецько-татарських набігів. На правому березі зводили оборонні споруди у Збаражі, Гусятині, Сидорові, Скалі (Подільській), а на лівому Сатанів. Після першого поділу Польщі у 1772 році Габсбурзька монархія (з 1867 року Австро-Угорщина) отримала частину території Галичини. Межа пролягала по ріці Гнізна, яка на карті, за якою проводили поділ 1772 року, мала назву Підгорець. Австрійці зайняли частину Поділля по річці Збруч та назвали Збруч — Підгорець. По Збручу в 1772 році пролягає східна межа між її новими володіннями і згодом отриманого Росією Поділля (1793 p.). Назва була внесена на карту імперії. Але в народі залишилася жити назва Збруч. Тому влада вирішила офіційно заборонити стару назву, а за її вживання встановила немалий штраф — 25 золотих ринських. Заборона проіснувала не один десяток років. А царська Росія ввела тут «черту оседлости» для євреїв.
У 1848 році поблизу Гусятина (сучасна Тернопільська область) у річці Збруч було знайдено ідол Святовита, який ще носить назву «Збручанський ідол».

### XX століття
Під час Першої світової війни, наприкінці липня — початку серпня 1917 р., після успішної контрофензиви союзних австро-німецьких військ смуга фронту у східній Галичині встановилася по Збручу. Бої у прикордонні набули характер позиційної війни і поступово припинилися. До встановлення остаточного миру на Східному фронті у 1918 р. на відтинку Збруча стояла тиша.
Після невдачі визвольних змагань галицьких українців 16 липня 1919 року Українська Галицька Армія покидає Галичину і переходить через Збруч на територію Української Народної Республіки.
У листопаді 1920 року по лівий бік Збруча більшовики здобувають перемогу. В 1921 році був укладений Ризький мирний договір між Радянською Росією та Польщею про те, що річкою Збруч проходитиме кордон. Він проіснував до 1939 року. У вересні 1939 року Червона армія згідно з пактом Молотова — Ріббентропа переходить Збруч і займає Галичину.
У 1941 році під час Другої світової війни німці по Збручу провели кордон Генерального Губернаторства — так звану «лінія дистрикту». В 1944 році радянські війська перейшли Збруч і знов зайняли території Галичини.
Сьогодні по Збручі проходить адміністративно-територіальна межа між Хмельницькою і Тернопільською областями.

## Промисловість
Споруджено невеликі ГЕС (Сатанівська, Боднарівська і Мартинківська), а також Сатанівський млин. Є близько 140 ставків і Тарнорудське водосховище.

## Фотографії

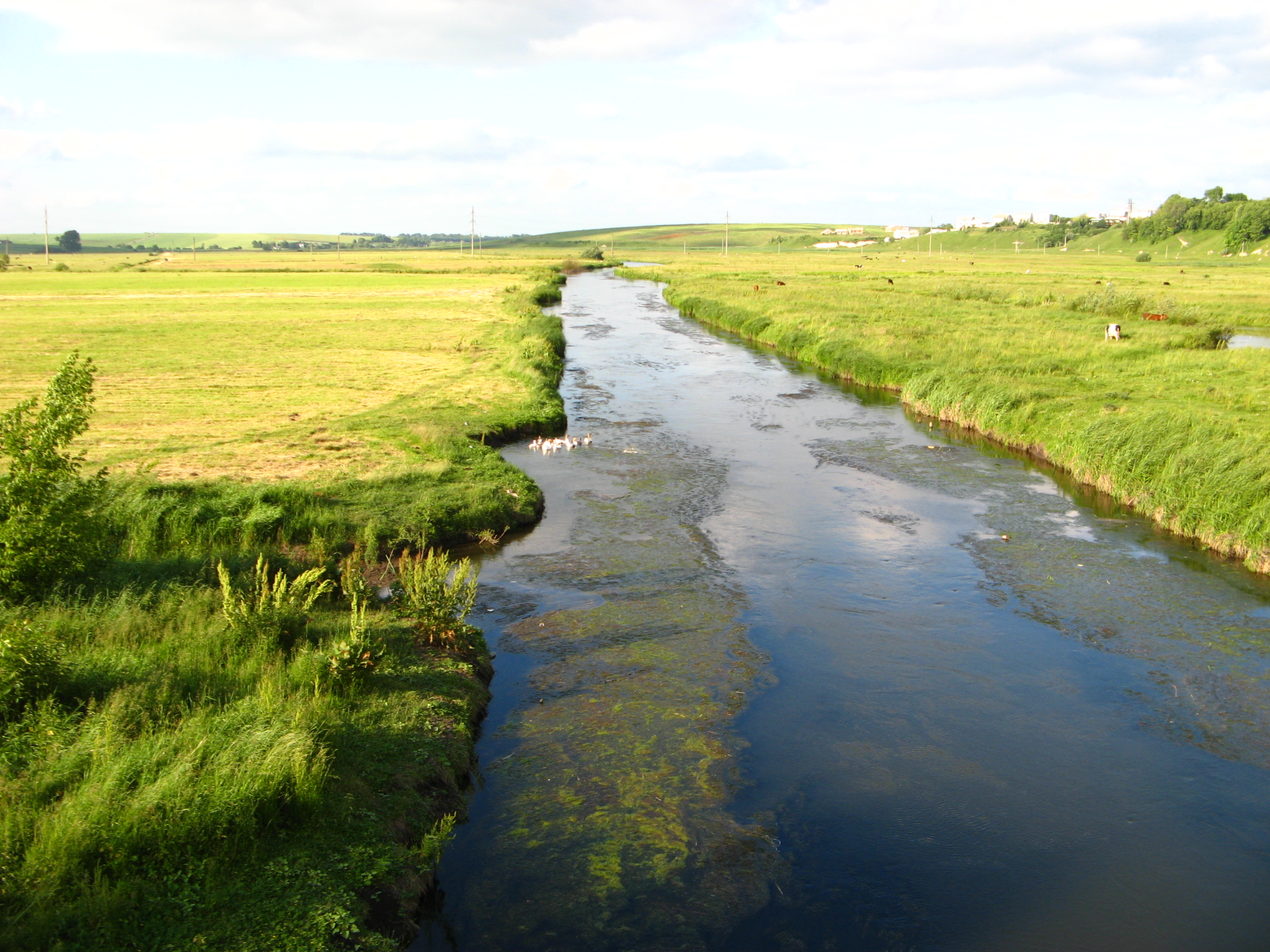
Збруч. Вдалині село Дорофіївка.
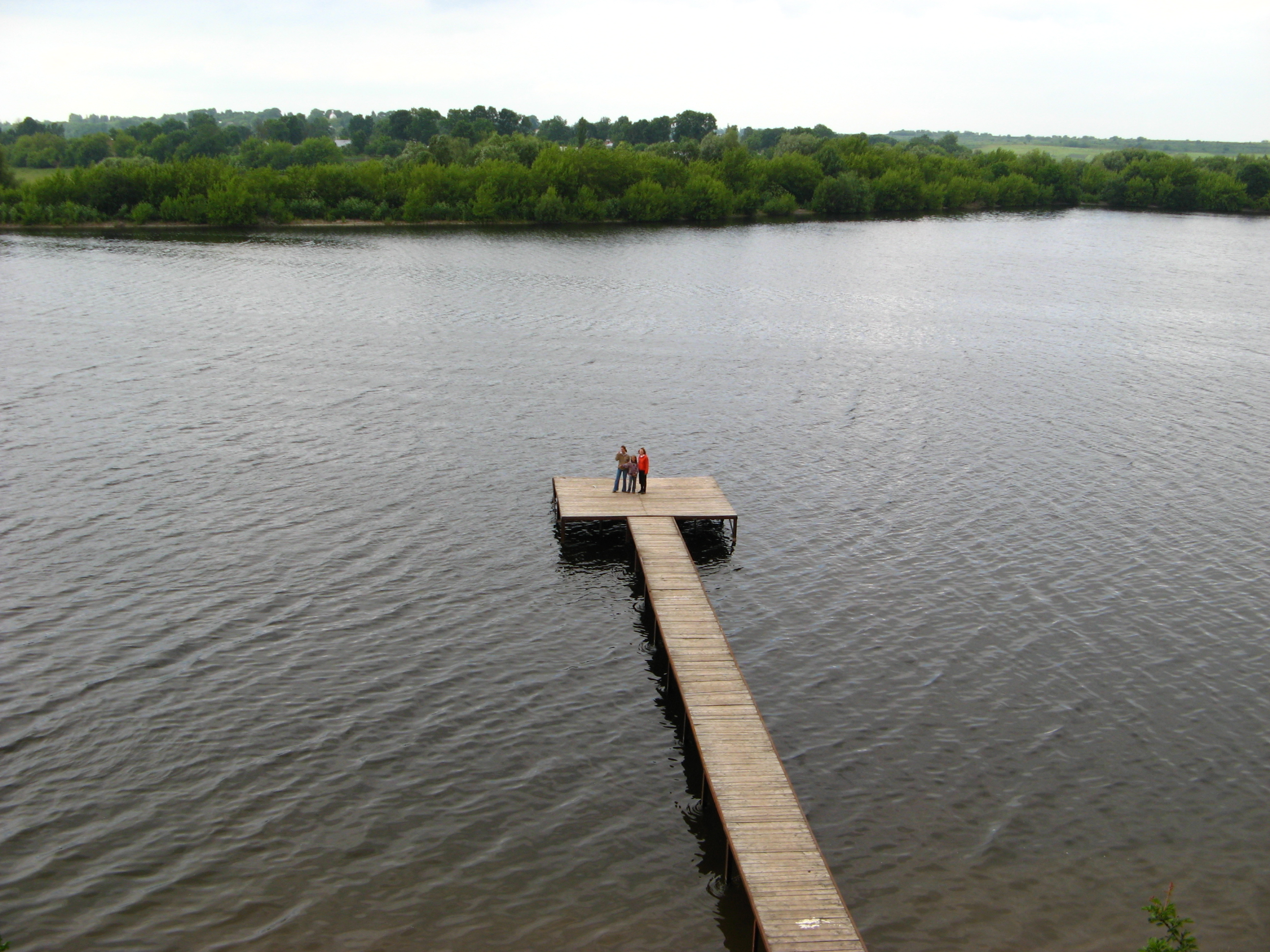
Став на Збручі (у верхній течії).
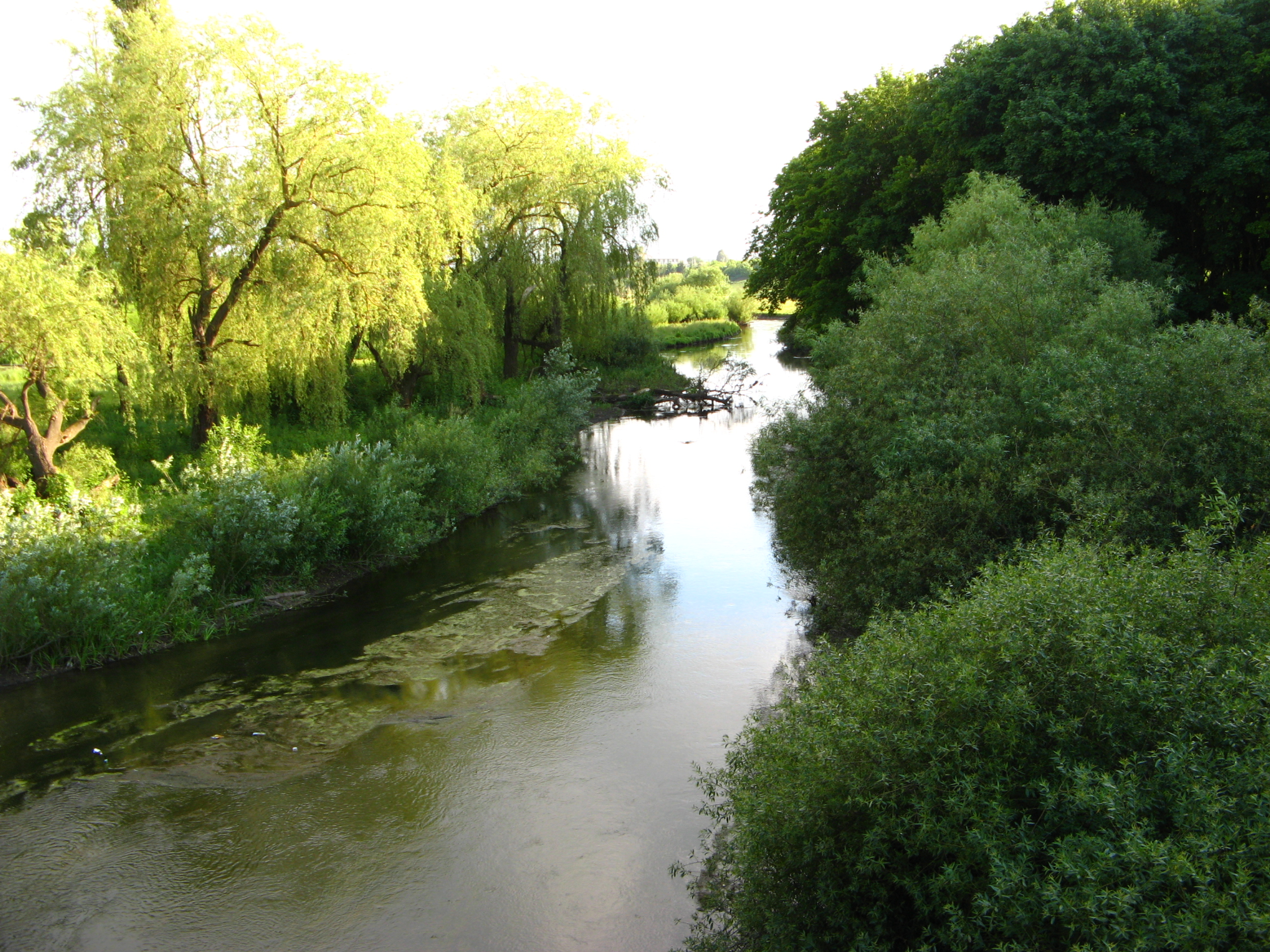
Збруч між Волочиськом і Підволочиськом.
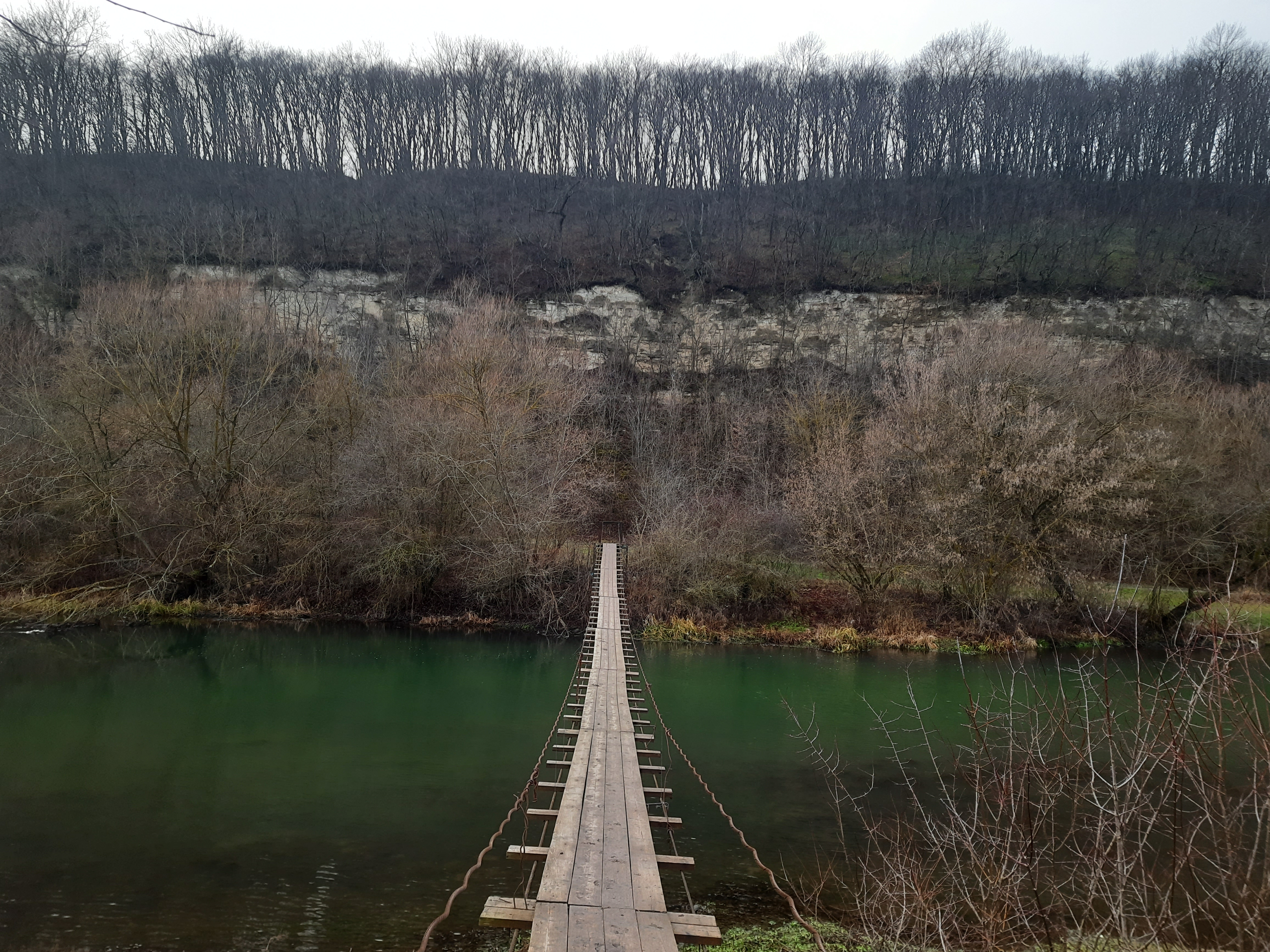
Кладка через Збруч біля села Бережанка Скала-Подільської громади
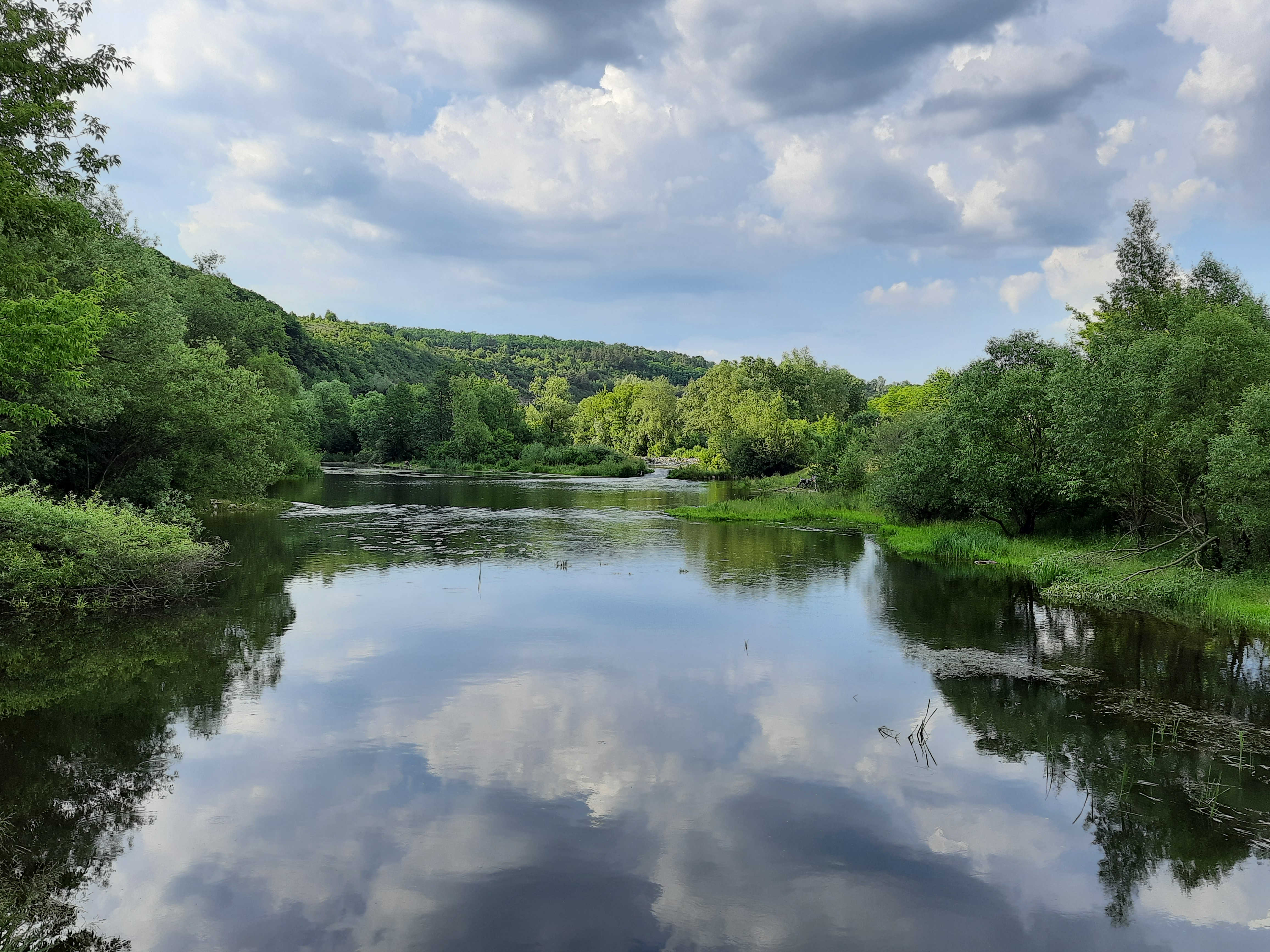
Збруч біля села Бережанка